# Symplectoscyphus procerum
Symplectoscyphus procerum är en nässeldjursart som först beskrevs av Trebilcock 1928.  Symplectoscyphus procerum ingår i släktet Symplectoscyphus och familjen Sertulariidae. Inga underarter finns listade i Catalogue of Life.